# East Indiaman

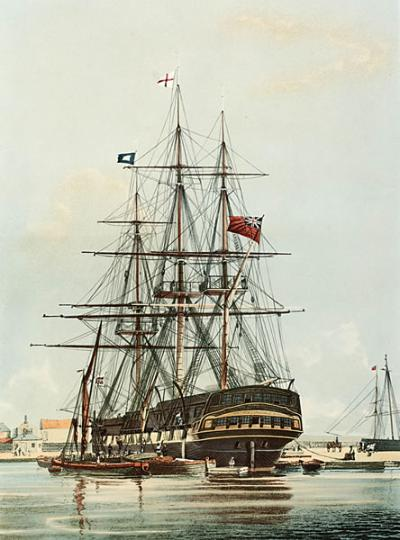
L'East Indiaman Repulse (1820) nello East India Dock Basin.

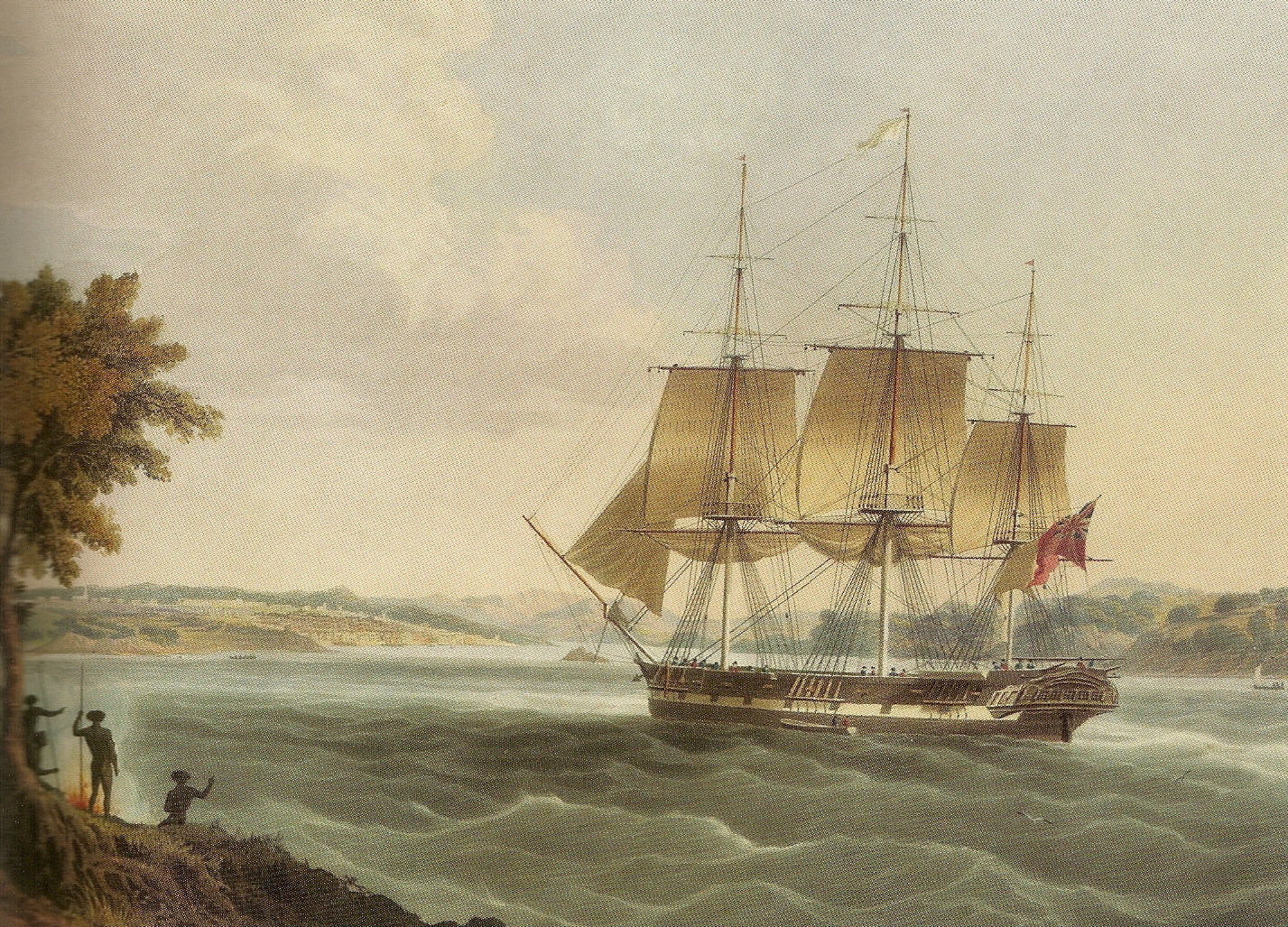
L'East Indiaman Mellish nel porto di Sydney.

L'East Indiaman (plurale East Indiamen) era una classe di navi mercantili, divisa in sottoclassi di diverso tonnellaggio, costruite in diversi cantieri inglesi tra il Settecento e l'Ottocento. Spesso le navi portavano anche un armamento considerevole per la stazza, anche se inferiore a quello delle navi militari, ma diversi East Indiamen furono anche comprati dalla Royal Navy ed immessi in servizio. Anche la loro livrea ricalcava quella delle navi da guerra, spesso con la scacchiera di Nelson (nell'Ottocento). In effetti la differenza con le navi da guerra riguardava principalmente la consistenza degli equipaggi, molto inferiore sulle navi civili, che penalizzava in combattimento, quando si dovevano servire i cannoni e contemporaneamente governare la nave.

## Descrizione
Gli East Indiamen erano progettati per trasportare sia passeggeri che merci, ed a difendersi da soli contro i pirati, costituendo così una classe di navi molto speciale. Nel periodo delle guerre napoleoniche essi venivano spesso pitturati per rassomigliare a navi da guerra, in modo che un attaccante non potesse essere sicuro se i portelli dei cannoni fossero veri o semplici pitture, e se dietro vi fossero armi pesanti. In effetti queste navi portavano pezzi da 9 libbre o i cosiddetti cannoni leggeri da 18 libbre, pezzi simili alle carronate come gittata ma molto leggeri e imprecisi tranne che a corta distanza e dal rinculo molto accentuato. Tra l'altro alcune di queste navi vennero anche comprate dalla Royal Navy, ed in alcuni casi sostennero vittoriosamente gli attacchi dei francesi. Uno dei più celebri di questi episodi accadde nel 1804, quando una flotta di East Indiamen ed altre navi mercantili, mascherate da navi da guerra dietro ordine dal commodoro Nathaniel Dance, fronteggiarono e misero in fuga una squadra francese composta da un vascello, due fregate ed una corvetta guidata dall'ammiraglio Linois nell'oceano Indiano, ingannato dalla formazione serrata e dalle aggressive manovre del convoglio. Il fatto, chiamato battaglia di Pulo Aura, viene drammatizzato nel romanzo di Patrick O'Brian Buon vento dell'Ovest.
Gli East Indiamen furono le più grosse navi mercantili costruite con regolarità durante la fine del diciottesimo secolo e l'inizio del diciannovesimo, e generalmente stazzavano tra le 110 e le 1400 tonnellate registrate. Due dei più grandi furono lo Earl of Mansfield ed il Lascelles, costruiti a Depthford nel 1795. Entrambe furono comprate dalla Royal Navy e completate come navi di linea da 56 cannoni della quarta classe, e rinominate Weymouth e Madras rispettivamente. Esse misuravano 1426 t con dimensioni di 175 piedi fuori tutto, 144 piedi alla chiglia, 43 piedi di larghezza, 17 piedi di pescaggio.

## Indiamen di rilievo
| Nome                     | Nazionalità | Lunghezza<(m) | Stazza (tonnellate) | Servizio  | Fato                                    | Commento |
| ------------------------ | ----------- | ------------- | ------------------- | --------- | --------------------------------------- | --- |
| Admiral Gardner          | Inglese     | 44            | 816                 | 1797-1809 | Naufragato                              | Naufragato sui Goodwin Sands con gran parte dell'equipaggio perduto. Il relitto è stato localizzato nel 1985 con molte monete (in buona parte di rame) recuperate. |
| Albermarle               | Inglese     | ?             | ?                   | -1708     | perduto                                 | Esploso al largo vicino Polperro con il suo carico di diamanti, caffè, seta ed indaco. Venne dichiarata come perdita totale e poco del carico venne recuperato, ma si dice che buona parte dell'equipaggio sia sopravvissuto. La posizione del relitto è ancora ignota.                                                           |
| Arniston                 | Inglese     | 54            | 1200                | 1794-1815 | naufragato                              | Errore navigazionale di longitudine dovuto alla mancanza di un cronometro. Solo 6 delle 378 persone a bordo sopravvissero. Il complesso turistico di Arniston (Sud Africa), Sudafrica è intitolato al relitto. |
| Batavia                  | Olandese    | 56.6          | ~1200               | 1628-1629 | affondato                               | Urtò contro una barriera corallina a Beacon Island al largo dell'Australia, ma buona parte dei passeggeri e dell'equipaggio riuscirono a raggiungere un'isola vicina. Nel 1970, i resti della nave e molti manufatti vennero recuperati.                                                                                          |
| Ceylon                   | Inglese     | ?             | ?                   | ?         | Catturato nell'azione del 3 luglio 1810 | |
| Doddington               | British     | ?             | 499                 | ?-1755    | naufragato nella Algoa Bay              | 23 sopravvissuti su 270 sopravvissero per qualche tempo sull'isola Bird. La nave trasportava una significativa quantità di oro ed argento, parte dei quali venne più tardi illegalmente recuperata, con una conseguente battaglia legale incentrata sulla Convenzione UNESCO sulla protezione dell'eredità culturale sottomarina. |
| Dutton                   | Inglese     | ?             | 755                 | 1781-1796 | perduto                                 | Affittato dal governo inglese per il trasporto truppe, esplose al largo di Plymouth Hoe, con la maggior parte dell'equipaggio e dei passeggeri recuperati da Sir Edward Pellew. |
| Earl of Abergavenny (I)  | Inglese     | ?             | 1182                | 1789-1794 | ?                                       | |
| Earl of Abergavenny (II) | Inglese     | ?             | 1460                | 1796-1805 | affondato                               | Affondato nel canale della Manica con più di 250 vittime. |
| Earl of Mansfield (I)    | Inglese     | ?             | 782                 | 1777-1790 | ?                                       | |
| Earl of Mansfield (II)   | Inglese     | ?             | 1416                | 1795-?    | ?                                       | |
| Götheborg                | Swedish     | ?             | ?                   | ?         | affondato                               | Affondato al largo di Göteborg nel 1745 |
| Joanna                   | Inglese     | ?             | ?                   | ?         | naufragato                              | Naufragato vicino a Cape Agulhas l'8 giugno 1682 |
| Repulse                  | Inglese     | ?             | 1334                | 1820-1830 | ?                                       | |
| Royal Captain            | Inglese     | 44            | 860                 | ?-1773    | affondato                               | Colpita una scogliera nel Mar Cinese Meridionale, 3 morti e l'intero carico perduto. Il relitto è stato localizzato nel 1999. |
| Sussex                   | Inglese     | ?             | 490                 | 1736-1738 | affondato                               | Affondato al largo del Mozambico, localizzato nel 1987. Nessun relitto effettivamente individuato, ma il carico venne disperso su una grande area dell'atollo di Bassas da India a causa del moto ondoso. Alcuni cannoni, due ancore e migliaia di frammenti di porcellane vennero recuperati.                                    |
| Tryal                    | Inglese     | ?             | 500                 | 1621-1622 | affondato                               | Il probabile sito del relitto fu trovato nel 1969 al largo dell'Australia Occidentale, vicino alle isole Monte Bello. Almeno 95 uomini su 143 dell'equipaggio morirono ed a causa dell'uso di esplosivi durante la ricerca, vi sono solo pochi resti.                                                                             |
| Wyndham                  | Inglese     | ?             | ?                   | ?         | catturato                               | Catturato nell'azione del 3 luglio 1810 |